# Jules Rolland (pilote)
Pour les articles homonymes, voir Jules Rolland et Rolland.
Jules Rolland est un pilote motocycliste et automobile français, né le 13 mars 1900 à Aix-en-Provence et mort dans cette même ville le 30 janvier 1996, notamment vainqueur du Grand Prix moto de France en 1925 en 250 cm3 sur Terrot (6e Grand Prix de l'U.M.F.) et en 1926 en 350 cm3 (7e Grand Prix de l'U.M.F.).
Il gagne par ailleurs le Grand Prix du Midi à Toulouse en 500 cm3 en 1924, puis le Circuit de L'Aisne, le Grand Prix de Lyon et le Grand Prix de Marseille en 350 cm3 en 1926, ainsi qu'à Marseille la catégorie 500 cm3, puis en 1927 de nouveau à Marseille la catégorie 500 cm3 sur Terrot. En 1928 il remporte le 2e Circuit de la Garoupe à Juan-les-Pins en 500 cm3 pour Terrot. En 1930, il termine encore quatrième et premier Français du 11e Grand Prix de l'U.M.F. en 250 cm3, sur une San Sou Pap cette fois. En 1931, on le retrouve quatrième du Grand Prix moto de Tunisie, réalisant alors le meilleur temps au tour en course.
En 1927, il est entre-temps devenu Champion de France en 500 cm3, sur Terrot. 
En 1934, il gagne la course de côte de l'avenue Michelet à Marseille sur une Bugatti T51 2.3L, puis quelques semaines plus tard celle de Val de Cuech près de Salon-de-Provence (après une victoire de classe 1.1L. sur Amilcar C6 en 1930). Il alors est licencié en Avignon depuis 1933. Il est décoré chevalier de la Légion d'honneur, en 1987, pour fait de résistance.